# گارستنگ
latitudeگارستنگlongitudeگارستنگ
گارستنگ (به انگلیسی: Garstang) یک شهرک در بریتانیا است که در انگلستان واقع شده‌است.

## خصوصیات
گارستنگ ۴٬۰۷۴ نفر جمعیت دارد.